# أندريا كليباك
أندريا كليباك (بالسلوفينية: Andreja Klepač)‏ مواليد 13 مارس 1986 في كوبر، جمهورية يوغوسلافيا الاشتراكية الاتحادية، هي لاعبة كرة مضرب سلوفينية بدأت مسيرتها كمحترفة سنة 2004 تلعب باليد اليمنى. أعلى تصنيف لها في الفردي كان المركز الـ 99 في سنة 2008. شاركت في دورة الألعاب الأولمبية الصيفية.

## روابط خارجية
- أندريا كليباك على موقع رابطة محترفات التنس (الإنجليزية)
- أندريا كليباك على موقع الاتحاد الدولي لكرة المضرب (الإنجليزية)
- أندريا كليباك على موقع كأس بيلي جين كينغ (الإنجليزية)
- أندريا كليباك على موقع بطولة ويمبلدون (الإنجليزية)
- أندريا كليباك على موقع خلاصة التنس.كوم (الإنجليزية)
- أندريا كليباك على موقع اللجنة الأولمبية الدولية (الإنجليزية)
- أندريا كليباك على موقع أوليمبيديا (الإنجليزية)